# Georgia Cyclone
Georgia Cyclone in Six Flags Over Georgia (Georgia, USA) war eine Holzachterbahn des Herstellers Dinn Corporation, die im März 1990 eröffnet wurde. Sie war ein Spiegelbild der Cyclone auf Coney Island. Sie war 3 Meter höher als Cyclone, die Höhe betrug 29 Meter, die Länge 905,3 Meter und sie erreichte eine Höchstgeschwindigkeit von 80,5 km/h.
Über mehrere Jahre stand auf dem Schild am höchsten Punkt der Bahn The Most a Coaster can Beeeeeeee!. Bis zu ihrer Schließung stand aber einfach nur Stay Seated. (sitzen bleiben). auf dem Schild.

## Züge
Georgia Cyclone besaß zwei Züge des Herstellers Philadelphia Toboggan Coasters mit jeweils sechs Wagen. In jedem Wagen konnten vier Personen (zwei Reihen à zwei Personen) Platz nehmen. Die Fahrgäste mussten mindestens 1,22 m groß sein, um mitfahren zu dürfen. Als Rückhaltesystem kamen Kopfstützen und individuell einrastende Schoßbügel zum Einsatz.